# Giuseppe Terragni

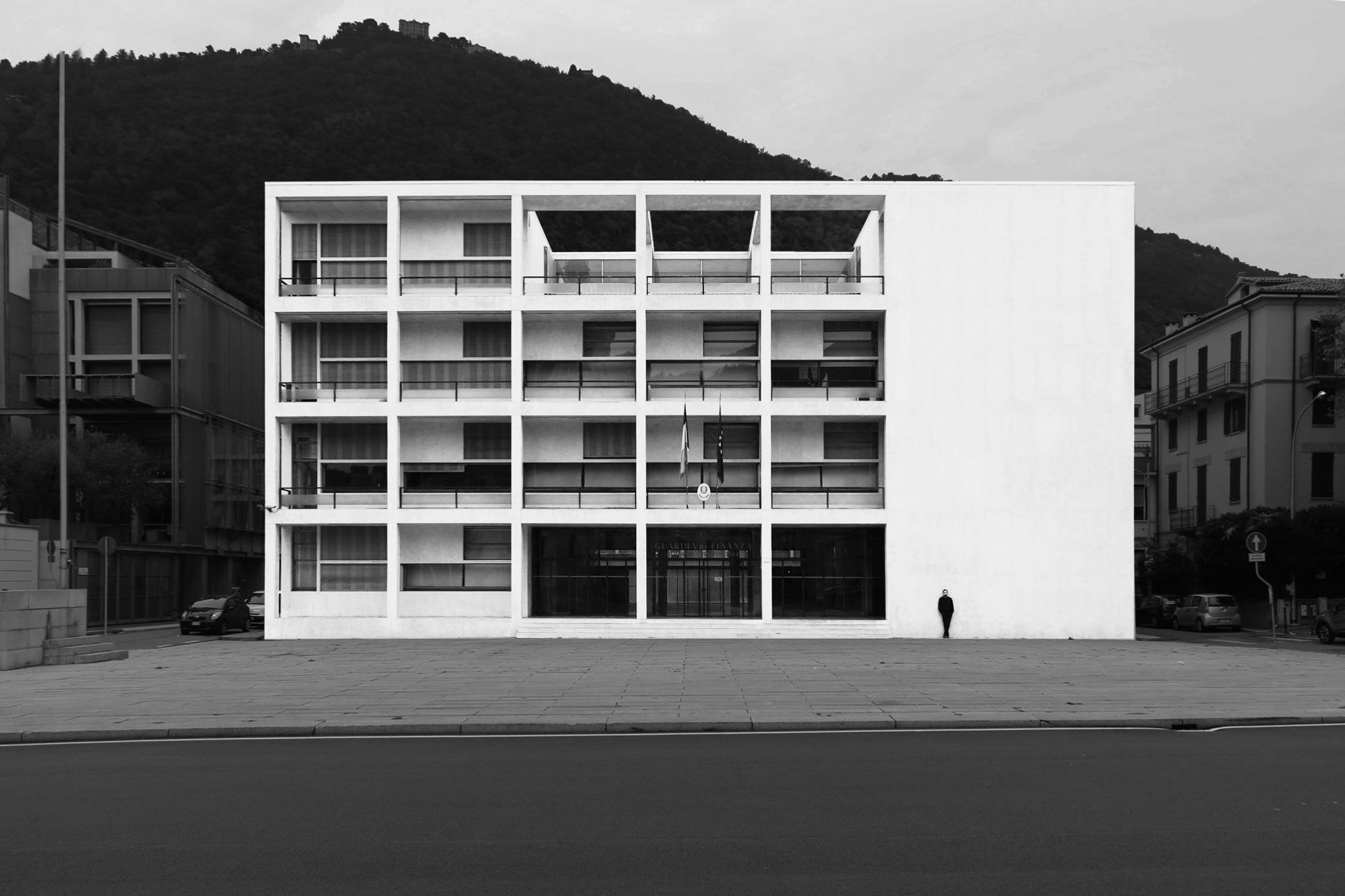
Casa del Fascio (Como)

Giuseppe Terragni (ur. 18 kwietnia 1904 w Meda, zm. 19 lipca 1943 w Como) – włoski architekt modernistyczny, pionier włoskiego racjonalizmu. W 1926 współzałożyciel gruppo 7. Do zaprojektowanych przez siebie budynków stworzył serie mebli zainspirowanych ideami Bauhausu.

## Główne dzieła
- budynek mieszkalny Novocomum w Como, 1927–1929
- Casa del Fascio w Como, 1932–1936
- szkoła im. Sant’Elii w Como
- projekt Danteum w Rzymie